# Tiger
Tiger és una tira còmica estatunidenca creada per l'autor de còmic Bud Blake. Estrenada el 3 de març de 1965, la tira tractava sobre un grup de nens que vivien en una zona residencial d'una gran ciutat. Fou una sèrie molt popular i longeva que en el seu moment àlgid va arribar a ser distribuïda pel King Features Syndicate a 400 diaris de tot el món.
La National Cartoonists Society va declarar Tiger com la millor tira còmica els anys 1970, 1978 i 2000, amb una nominació addicional el 1998. Blake va dibuixar la tira fins als vuitanta-cinc anys, dos anys abans de la seva mort, el 26 de desembre de 2005. Quan li van preguntar si podia continuar produint la tira, Blake va dir a un entrevistador: “Segur, podria continuar fent-ho. Però no puc. Ja n'he tingut prou.” Després de la seva jubilació, la tira va continuar apareixent en forma de reedicions i, segons la seva agència de distribució, almenys fins al desembre de 2005 Tiger es continuava publicant a més de 100 diaris d'onze països diferents.
L'artista de còmics Joe Kubert va dir de Blake: "Conec el seu treball i sempre m'ha agradat. Era un artista meravellós i un dibuixant meravellós".
A l'estat espanyol, la tira també es va publicar en revistes infantils com Gaceta Junior (1969), Fuera Borda (1984-1985) o Zipi y Zape Especial.

## Argument i personatges
Tiger seguia un format de ‘’gag’’ diari i estava adreçada a públic tant adult com infantil. Se centra en la vida d'un grup bergant de nens que fan vida en un barri de classe mitjana, la ubicació exacta del qual resta desconegut. Els pares i professons hi són mencionats de tant en tant, però a la tira no hi va aparèixer mai cap adult. Tiger estava sempre explicada des de la perspectiva d'un infant, amb la innocència que això comporta.
- Tiger. És el líder no oficial de la banda d'infants. Va sempre vestit amb una dessuadora blanca amb un motiu canviant i porta una gorra de beisbol que li queda massa gran i li tapa permanentment els ulls.
- Punkinhead. És el germà petit de Tiger, ingenu però empàtic. Va vestit sempre amb una dessuadora vermella amb caputxa i porta un peculiar pentinat amb el clatell i laterals sempre rapats.
- Hugo. Es el millor amic de Tiger. És rodanxó, amb els cabells curts i de raspall, i mostra sempre una sola dent.
- Bonnie. És una nena del veïnat molt carregosa. Porta sempre un pentinat amb el serrell moreno i té unes formes cridaneres i sarcàstiques.
- Suzy. Acostuma a ser la víctima de les entremaliadures de Tiger i Hugo. És rossa amb els cabells llargs.
- Julian. És una rata de biblioteca. Intel·ligent i amb ulleres.
- Stripe. És el gos de Tiger. Gandul però sempre fidel amb el seu amo.

## Palmarès
La National Cartoonists Society va declarar Tiger la millor tira humorística el 1970, 1978 i 2000, amb una nominació addicional el 1998.